# عبد القادر الرتناني
عبد القادر الرتناني (31 يوليو 1945 - 14 نوفمبر 2023)، هو مُسيّر رياضي وناشر مغربي من مواليد 31 يوليو 1945 بمدينة الدار البيضاء. شغل منصب رئاسة نادي الرجاء الرياضي من عام 1985 إلى عام 1989. ورئيس الاتحاد المهني للناشرين بالمغرب، منذ فبراير 2015. ومؤسس دار نشر «ملتقى الطرق».